# Wellington da Silva Pinto
Wellington da Silva Pinto, meglio noto come Wellington (Bauru, 30 settembre 1991), è un calciatore brasiliano, difensore del Gama.

## Carriera
Cresciuto nel settore giovanile del Palmeiras, ha esordito in prima squadra l'8 luglio 2012 disputando l'incontro del Brasileirão perso 1-0 contro il Ponte Preta. Durante la sua militanza nel Verdão viene spesso ceduto in prestito, facendo la spola tra massima serie e seconda divisione fino al 2017, quando si trasferisce a titolo definitivo al Mirassol. Un anno dopo firma per i portoghesi dell'Oliveirense, trascorrendo due stagioni in seconda divisione, per poi ritornare in Brasile al Mirassol.

## Statistiche

### Presenze e reti nei club
Statistiche aggiornate al 4 gennaio 2022.
| Stagione           | Squadra             | Campionato         | Campionato | Campionato | Coppe nazionali | Coppe nazionali | Coppe nazionali | Coppe continentali | Coppe continentali | Coppe continentali | Altre coppe | Altre coppe | Altre coppe | Totale | Totale |
| Stagione           | Squadra             | Comp               | Pres       | Reti       | Comp            | Pres            | Reti            | Comp               | Pres               | Reti               | Comp        | Pres        | Reti        | Pres   | Reti   |
| ------------------ | ------------------- | ------------------ | ---------- | ---------- | --------------- | --------------- | --------------- | ------------------ | ------------------ | ------------------ | ----------- | ----------- | ----------- | ------ | ------ |
| 2012               | Palmeiras           | A                  | 6          | 0          |                 | -               | -               |                    | -                  | -                  |             | -           | -           | 6      | 0      |
| 2013               | Atlético Sorocaba   | A1/SP              | 14         | 1          |                 | -               | -               |                    | -                  | -                  |             | -           | -           | 14     | 1      |
| 2013               | ASA                 | B                  | 8          | 0          |                 | -               | -               |                    | -                  | -                  |             | -           | -           | 8      | 0      |
| 2014               | Palmeiras           | A1/SP+A            | 6+5        | 0          | CB              | 4               | 0               |                    | -                  | -                  |             | -           | -           | 15     | 0      |
| 2015               | Palmeiras           | A1/SP              | 1          | 0          | CB              | 1               | 0               |                    | -                  | -                  |             | -           | -           | 2      | 0      |
| Totale Palmeiras   | Totale Palmeiras    | Totale Palmeiras   | 18         | 0          |                 | 5               | 0               |                    | -                  | -                  |             | -           | -           | 23     | 0      |
| 2015               | Atlético Paranaense | A                  | 7          | 0          |                 | -               | -               | CS                 | 1                  | 0                  |             | -           | -           | 8      | 0      |
| 2016               | Ponte Preta         | A1/SP              | 1          | 0          |                 | -               | -               |                    | -                  | -                  |             | -           | -           | 1      | 0      |
| 2016               | Santa Cruz          | A                  | 6          | 0          | CB              | 2               | 0               |                    | -                  | -                  |             | -           | -           | 8      | 0      |
| 2017               | Mirassol            | A1/SP              | 9          | 2          |                 | -               | -               |                    | -                  | -                  |             | -           | -           | 9      | 2      |
| 2018               | Mirassol            | A1/SP+D            | 7+5        | 0          |                 | -               | -               |                    | -                  | -                  |             | -           | -           | 12     | 0      |
| Totale Mirassol    | Totale Mirassol     | Totale Mirassol    | 21         | 2          |                 | -               | -               |                    | -                  | -                  |             | -           | -           | 21     | 2      |
| 2018-2019          | Oliveirense         | LdH                | 24         | 1          | CP+CdL          | 1+0             | 0               |                    | -                  | -                  |             | -           | -           | 25     | 1      |
| 2019-2020          | Oliveirense         | LdH                | 11         | 0          | CP+CdL          | 1+1             | 0               |                    | -                  | -                  |             | -           | -           | 13     | 0      |
| Totale Oliveirense | Totale Oliveirense  | Totale Oliveirense | 35         | 1          |                 | 3               | 0               |                    | -                  | -                  |             | -           | -           | 38     | 1      |
| 2020               | Mirassol            | A1/SP              | 2          | 0          |                 | -               | -               |                    | -                  | -                  |             | -           | -           | 2      | 0      |
| 2020               | Juventude           | B                  | 23         | 0          | CB              | 5               | 0               |                    | -                  | -                  |             | -           | -           | 28     | 0      |
| 2021               | CSA                 | PD/AL+B            | 2+5        | 0+1        |                 | -               | -               |                    | -                  | -                  |             | -           | -           | 7      | 1      |
| Totale carriera    | Totale carriera     | Totale carriera    | 146        | 5          |                 | 15              | 0               |                    | 1                  | 0                  |             | -           | -           | 162    | 5      |

## Palmarès

### Club

#### Competizioni statali
- Campionato Alagoano: 1

CSA: 2021